# Tim Brown
Pour les articles homonymes, voir Timothy Brown et Brown.
College Football Hall of Fame 2009
Pro Football Hall of Fame 2015
(en) Statistiques sur pro-football-reference
Timothy Donell « Tim » Brown (22 juillet 1966, Dallas) est un joueur américain de football américain.

## Biographie
Il joue quatre années en NCAA Division I FBS pour les Fighting Irish de l'université Notre-Dame-du Lac puis est sélectionné en 6e choix global lors du premier tour de la draft 1988 par les Raiders de Los Angeles (futurs Raiders d'Oakland). Il y évolue au poste de wide receiver avec le no 81 jusqu'en fin de saison 2003. Il effectue une dernière saison NFL chez les Buccaneers de Tampa Bay.
Il est sélectionné à neuf reprises pour le Pro Bowl (1988, 1991, 1993, 1994, 1995, 1996, 1997, 1999 et 2001).
Ses statistiques en fin de carrière sont de 1 094 réceptions, 14 934 yards gagnés sur réceptions (13,7 yards de moyenne) et 100 touchdowns.